# Richard Förster (Mediziner)
Richard Förster (* 15. November 1825 in Lissa, Provinz Posen; † 7. Juli 1902 in Breslau) war ein deutscher Ophthalmologe und Hochschullehrer.

## Leben
Als Sohn eines Apothekers studierte Förster ab 1845 Medizin an der Schlesischen Friedrich-Wilhelms-Universität Breslau, der Ruprecht-Karls-Universität Heidelberg und der Friedrich-Wilhelms-Universität Berlin. Während seines Studiums wurde er 1845 Mitglied der Breslauer Burschenschaft und 1847 Konkneipant der Burschenschaft Frankonia Heidelberg. In Berlin promovierte er 1849 mit einer Doktorarbeit über Milzbrandbläschen. Zu seinen Lehrern gehörten Jakob Henle, Ludwig Traube und Rudolf Virchow. Nach Aufenthalten in Paris und Wien arbeitete er ab 1855 am Breslauer Allerheiligenhospital. Dort wandte er sich der Augenheilkunde zu. 1857 habilitierte er sich an der Universität Breslau. Nach sechs Jahren als Privatdozent wurde er 1863 als Extraordinarius und 1873 als Ordinarius berufen. Für die akademischen Jahre 1884/85 und 1897/98 wurde er zum Rektor gewählt.
Als solcher wurde er 1894 zum Mitglied auf Lebenszeit des Preußischen Herrenhauses ernannt. Nach seiner Emeritierung 1896 zog er sich auf ein Landgut im westpreußischen Bronikowo zurück.
Förster prägte die Augenheilkunde vor allem durch seine Erfindung des Perimeters, das er 1867 auf einer internationalen Fachtagung in Paris vorgestellt hatte und dessen Fortentwicklungen bis heute Anwendung finden. Daneben verfasste er zahlreiche weitere ophthalmologische Fachstudien, unter anderem für die Zeitschrift für Augenheilkunde, widmete sich aber weiterhin auch Themen aus anderen Bereichen der Medizin, etwa der Erforschung der Cholera, als deren Ursache er bereits Jahre vor Entdeckung des Erregers verseuchtes Wasser vermutete.
Zu Försters Breslauer Schülern gehören Hermann Wilbrand und Hermann Aubert.

## Schriften
- Ophthalmologische Beiträge. Berlin 1862. (Digitalisat)
- mit Hermann Aubert: Beiträge zur Kenntnis des indirecten Sehens. Archiv für Ophthalmologie, Bd. 3. Berlin 1857.
- Die Verbreitung der Cholera durch die Brunnen. Klinische Monatsblätter für Augenheilkunde, Berlin 1873.
- Beziehungen der Allgemeinleiden zu den Erkrankungen des Sehorgans, in: Theodor Saemisch und Alfred Graefe (Hg.): Handbuch der gesamten Augenheilkunde, Bd. 5, 1. Auflage. Leipzig 1877, S. 59–233.